# Angraecum distichum
Angraecum distichum es una orquídea epífita originaria del África tropical.

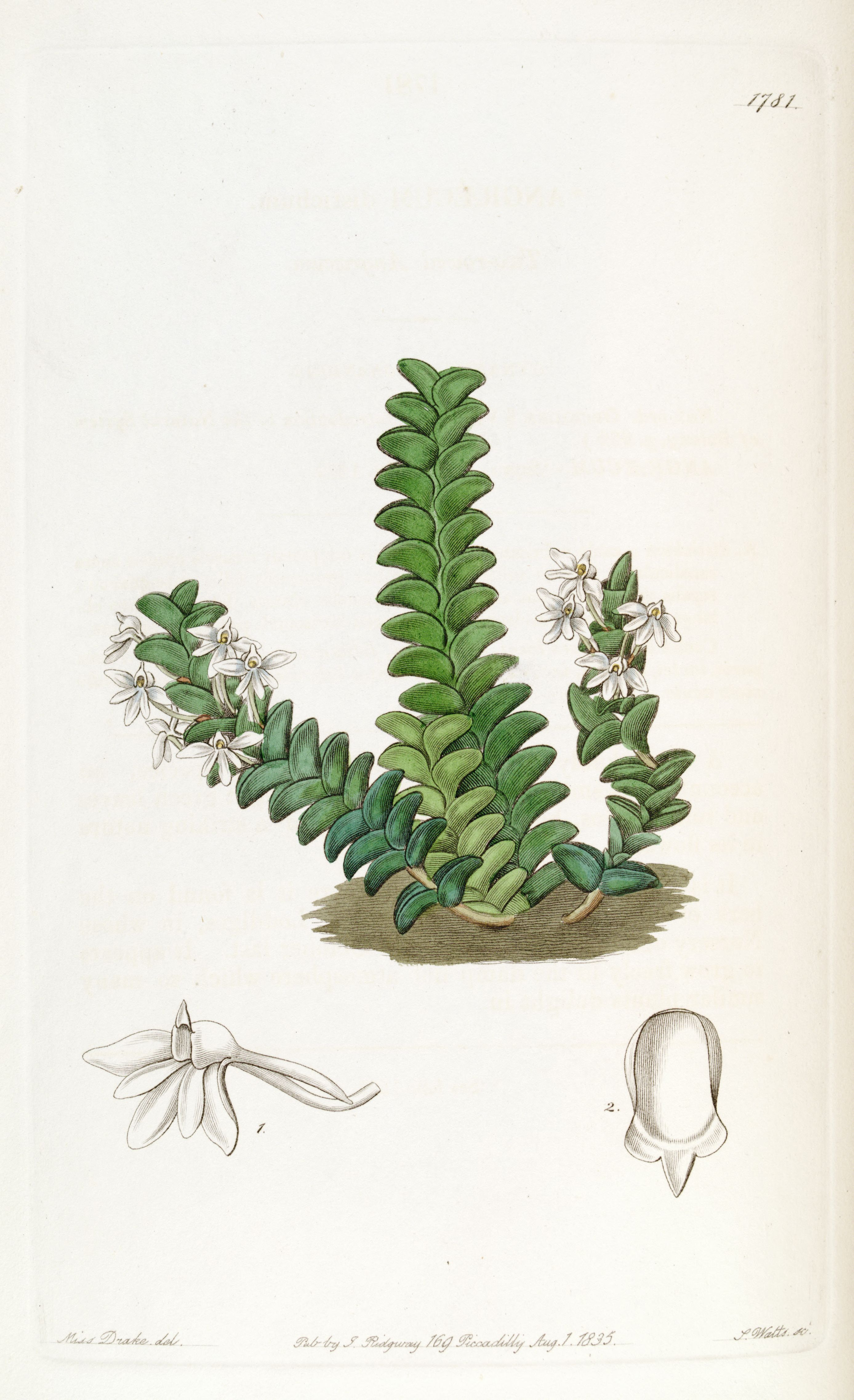
Ilustración

## Distribución y hábitat
Se encuentra en el África tropical en Benín, Ghana, Guinea, Costa de Marfil, Liberia, Nigeria, Sierra Leona, Togo, Congo, Guinea Ecuatorial, las islas del golfo de Guinea, República Centroafricana, Gabón, Camerún, Zaire, Ruanda, Uganda y Angola en los grandes árboles de los bosques húmedos lluviosos en alturas de 200  a 1600 metros.

## Descripción
Es una orquídea de  tamaño pequeño a mediano, que prefiere clima cálido a fresco, es epífita con hojas que forman grandes grupos y son oblongo-elípticas, comprimidas de forma bilateral. Florece en una inflorescencia muy corta, axilar, con flores solitarias que tienen una larga vida, son pequeñas de 6 mm de ancho y  fragantes. Se producen en cualquier época del año en las hojas nuevas y, a menudo, en más de una.

## Taxonomía
Angraecum distichum fue descrita por John Lindley y publicado en A Sketch of the Vegetation of the Swan River Colony. . . . 21: t. 1781. 1836.
Etimología
Angraecum: nombre genérico que se refiere en Malayo a su apariencia similar a las Vanda.
distichum: epíteto latino que significa "de flor pequeña".
Sinonimia
- Aeranthes distichus (Lindl.) Rchb.f. 1864
- Angraecum imbricatum (Sw.) Schltr. 1918
- Angraecum poppendickianum Szlach. & Olszewski 2001
- Dolabrifolia disticha (Lindl.) Szlach. & Romowicz 2007
- Dolabrifolia poppendickiana (Szlach. & Olszewski) Szlach. & Romowicz 2007
- Epidorchis disticha (Lindl.] Kuntze 1891
- Limodorum imbricatum Sw. 1805
- Macroplectrum distichum (Lindl.) Finet 1907
- Mystacidium distichum (Lindl.) Benth. 1881[1][4][5]